# Crecchio
Crecchio es un municipio de 3.153 habitantes en la provincia de Chieti (Italia).

## Evolución demográfica
| Gráfica de evolución demográfica de Crecchio entre 1861 y 2001 |
|                                                                |
| Fuente ISTAT - elaboración gráfica de Wikipedia                |

## Ciudadanos ilustres
- Francesco Paolo Bruni, (Crecchio, 1818 - Centurano di Caserta, 1886), médico

- Datos: Q51212
- Multimedia: Crecchio / Q51212

1. ↑  Worldpostalcodes.org, código postal n.º 66014.
2. ↑  «Codici Catastali». Comuni-italiani.it (en italiano). Consultado el 29 de abril de 2017.